# Дворец на Марфиза д’Есте
Дворецът на Марфиза д’Есте (на италиански: Palazzina di Marfisa d'Este) е историческа сграда в град Ферара, Италия, един от най-добрите примери за господарски дом от XVI век.

## История
Строителството му започва през 1559 г. като част от голям комплекс от сгради в район, частично използван като градини. Този комплекс, собственост на Франческо д’Есте, прехвърлен на дъщеря му Марфиза, омъжена първо за Алфонсино д’Есте и след това за Алдерано Чибо-Маласпина. Марфиза живее тук до смъртта си на 16 октомври 1608 г., отказвайки да напусне града дори след предаването на Ферара на Папската държава, когато семейство Есте се мести в Модена.
Когато Марфиза умира, сградата става седалище на администрацията на Чибо-Маласпина до средата на XVIII век. Оттогава започва бавният упадък на сградата, предназначена за неправилно използване в продължение на век и половина.
Между 1910 и 1915 г. сградата е реставрирана и през 1938 г. става музей.

## Зали
Интериорът е украсен със стенописи по таваните, частично преработени при реставрацията през XX век и принадлежат на работилницата на Филипи. Преди всичко гротеските са със значителна изобретателност и финес. Мебелите датират от XVI и XVII век и са отчасти от Ферара, отчасти от покупки на антикварния пазар.
- Зала на емблемите или Червена зала (Sala delle Imprese, Sala Rossa): с прекрасен таван от Бастаниано, който съдържа, наред с други фигури, много емблеми на Франческо д'Есте. Тук се съхраняват някои произведения от значителен интерес: предполагаемият Портрет на Марфиза д'Есте, копие на оригинал, запазен в Мантуа, мраморният бюст на Ерколе I д’Есте, дело на Сперандио Савели, и високорелефът Мадоната на трона със Св. Георги и молещ се войн от работилницата на Ломбарди.

- Малка лоджия на портретите (Loggetta dei Ritratti): навремето oтворена към градината. В нея изпъква елегантната гротескна декорация, която включва два овала с портретите на дъщерите на Франческо д’Есте, Марфиза и Брадаманте д’Есте като малки.

- Зала на Фаетон (Sala di Phaeton): едната стена е заета от елегантен издълбан каменен умивалник от XVI век; на друга стена е портретът на Маргерита Гондзага, последната херцогиня на Ферара и добра приятелка на Марфиза.
- Банкетна зала (Sala dei Banchetti): представя типичното обзавеждане на трапезария. По стените има сцени от Битката на амазонките в разкошни резбовани и позлатени рамки от Сансовино. Таванът е най-сложният в цялата сграда, с различни отделения, разделени от растителни мотиви и съдържащи подвизите на Франческо д'Есте и сцени от Метаморфозите на Овидий.
- Малък кабинет (Studiolo): обзаведен с важни мебели от XVI и XVII век; над входната врата е Портретът на Алфонсо I д’Есте.
- Голяма зала (Sala Grande): елегантният таван завършва в центъра с павилион, поддържан от херувими. По стените има два големи шкафа от сакристия от XVII век.
- Зала на камината (Sala del Camino): доминиран от монументална камина от XVI век. По стените има изящен Портрет на благородник от края на XVI век и фламандският гоблен Джудита обезглавява Олоферн от XII век.
Сред мебелите заслужава да се отбележи венецианският скрин от орех, подчертан в злато, и преди всичко тосканският шкаф от XVI век във формата на кабинет, с чекмеджета и малки скулптури. На бюфет е класическият бюст на император Луций Вер като дете.

### Лоджия и градина
През останките от голямата градина се стига до изкуствената асма, украсена с фрески, лоджия, използвана навремето като място за концерти и малки представления. Изглежда, че „Аминта“ на Торкуато Тасо е представена тук за първи път.
По отношение на фонтана, недекориран до този момент, през 1951 г. е решено да се постави Путо (1935) от Джузепе Вирджили, закупен от общинската администрация на Ферара. Нуждаейки се от реставрация още през 90-те години, той е обект на интервенции през 1998 г. благодарение на финансирането на Lions Club Ferrara Host под ръководството на Градските музеи за древно изкуство. През 2006 г., благодарение на усилията на Garden Club of Ferrara, е направено копие от скулптора от Ферара Маурицио Бонора, което да бъде поставено на фонтана, докато оригиналът е поставен вътре в двореца; едва през юни 2015 г. плочата най-накрая е поставена, за да завърши повторното позициониране.